# هنا كسباني
هنا كسباني كوراني (1287 - 1316 هـ / 1870 - 1898 م) هي كاتبة، خطيبة وأديبة، من أهل كفر شيما.
ولدت في كفرشيما في 1 شباط 1870 م، وتعلمت في المدارس الأجنبية. ثم بدأت تدرس في عدة مدارس، وتزوجت بأمين الكوراني. توفيت في كفرشيما سنة 1898 م وهي في أوائل التاسع والعشرين من عمرها.

## آثارها
من آثارها: «التمدّن الحديث وتأثيره في الشرق» و «فارس وحماره» و «زقاق المقلاة».